# ACeS
A ACeS (Asia Cellular Satellite) é uma empresa operador de satélites de telecomunicações com sede em Jacarta, na Indonésia. Ela oferece serviços de telefonia via satélite GSM para o mercado asiático. A área de cobertura inclui Indonésia, Malásia, Tailândia, Filipinas, Seri Lanca, Vietnã, China e Índia. A empresa opera o satélite Garuda 1, lançado em 12 de fevereiro de 2000, um segundo satélite (o Garuda 2) foi planejado, mas nunca se materializou. A ACeS foi formada por uma joint venture entre a PT Pasifik Satelit Nusantara (PSN), Lockheed Martin Global Telecommunication (LMGT), Jasmine International Overseas Ltd da Tailândia e pela Philippine Long Distance Telephone Company (PLDT) das Filipinas.
Na sua concepção, a rede ACeS foi projetado para atender até dois milhões de assinantes. É destinado para mercados não atendidos por redes de celulares terrestres regulares, tais como áreas rurais, silvicultura, mineração e indústrias marinhas. No entanto, as vendas cresceram lentamente e depois de cinco anos de operação tinha menos de 20 mil assinantes. A empresa não conseguiu atrair mais clientes, com a sua enorme dívida e seu único satélite chegando ao fim da vida útil, a ACeS é considerada por muitos como um fracasso comercial. Em 2006 a ACeS entrou em um acordo de colaboração com a Inmarsat.

## Satélites
| Satélite | Fabricante      | Data do lançamento      | Veículo de lançamento | Estado    | Nota                        |
| -------- | --------------- | ----------------------- | --------------------- | --------- | --------------------------- |
| Garuda 1 | Lockheed Martin | 12 de fevereiro de 2000 | Proton-K/Blok-DM3     | Ativo     | Também conhecido por ACeS 1 |
| Garuda 2 | Lockheed Martin |                         |                       | Cancelado | Também conhecido por ACeS 2 |